# Altenau, Goslar
Altenau là một thị xã ở huyện Goslar, trong bang Niedersachsen, Đức. Đô thị này có diện tích 4,66 km².
Đô thị này nằm giữa dãy núi Harz, giữa Clausthal-Zellerfeld và Brocken. Đô thị này thuộc Samtgemeinde ("đô thị tập thể") Oberharz.
Các khu dân cư:
- Altenau
- Torfhaus